# سیارک ۸۸۶

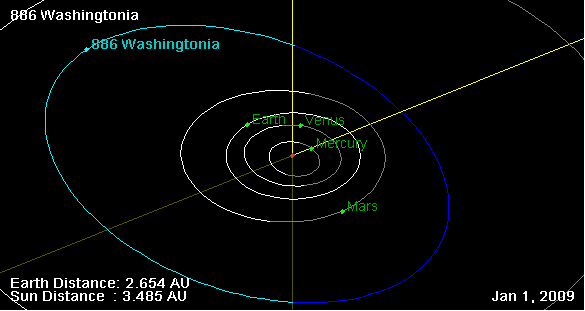
نمایی از محل قرارگیری سیارک ۸۸۶ در مدار – ۲۰۰۹

سیارک ۸۸۶ (به انگلیسی: 886 Washingtonia، نامگذاری:1917b) هشتصد و هشتاد و ششمین سیارک کشف شده‌است که در ۱۶ نوامبر ۱۹۱۷ و در واشنگتن کشف شد.
قدر مطلق سیارک برابر ۸٫۷۰ است.